# Yvonne Makolo
Yvonne Manzi Makolo là một chuyên gia CNTT và giám đốc điều hành kinh doanh của Rwanda, là giám đốc điều hành và giám đốc điều hành của Rwandair, hãng hàng không quốc gia Rwanda. Bà được bổ nhiệm vào vị trí đó vào ngày 6 tháng 4 năm 2018. Trước đó, bà từng là Phó Giám đốc chịu trách nhiệm về các vấn đề của bàng ty tại cùng một hãng hàng không, từ tháng 4 năm 2017 đến tháng 4 năm 2018.

## Hoàn cảnh và giáo dục
Yvonne được sinh ra ở Rwanda. Năm 1993, bà tự nguyện di cư sang Canada. Mười năm sau, năm 2003, bà trở về quê hương Rwanda. Bà và chị gái được nuôi dưỡng bởi một người mẹ đơn thân, cha của Yvonne đã qua đời khi hai bà con gái còn rất nhỏ. Bà được đào tạo chuyên môn về bàng nghệ thông tin và đã làm việc như một nhà phát triển phần mềm, cả ở Canada và Rwanda.

## Sự nghiệp
Năm 2006, bà gia nhập MTN Rwanda, một nhà cung cấp dịch vụ viễn thông hàng đầu trong nước. Theo thời gian, bà đã thăng hạng lên vị trí Giám đốc Tiếp thị (CMO) và đồng thời giữ chức vụ Giám đốc điều hành (CEO), trong khả năng diễn xuất.
Vào tháng 4 năm 2017, khi Nội các Rwanda thực hiện thay đổi quản lý tại Rwandair, Yvonne Manzi Makolo được bổ nhiệm làm Phó Tổng Giám đốc, chịu trách nhiệm về các vấn đề doanh nghiệp. Một năm sau, trong một thay đổi quản lý khác tại hãng hàng không quốc gia, bà được bổ nhiệm vào vị trí Giám đốc điều hành và Giám đốc điều hành tại Rwandair.

## Các trách nhiệm khác
Yvonne Makolo là mẹ của một đứa con.